# Neil Thomas
Neil Thomas (Munich, Alemania, 6 de abril de 1968) es un gimnasta artístico británico, especialista en la prueba de suelo con la que ha logrado ser dos veces subcampeón del mundo en 1993 y 1994.

## 1993
En el Mundial de Birmingham 1993 consigue la plata en la prueba de suelo, tras el ucraniano Grigory Misutin y empatado con el bielorruso Vitaly Scherbo.

## 1994
En el Mundial que tuvo lugar en Brisbane (Australia) vuelve a conseguir la plata en suelo, tras el bielorruso Vitaly Scherbo y empatado con el griego Ioannis Melissanidis.